# Wojciech Kowalkowski
Wojciech Kowalkowski – polski leśnik, doktor habilitowany nauk rolniczych, profesor na Uniwersytecie Przyrodniczym w Poznaniu, specjalista od genetyki drzew leśnych oraz hodowli lasu.

## Kariera naukowa
W 1991 roku na Uniwersytecie Przyrodniczym w Poznaniu uzyskał tytuł magistra inżyniera. W tym samym roku został zatrudniony na tejże uczelni, a w 2000 roku na jej Wydziale Leśnym uzyskał stopień doktora nauk rolniczych w zakresie leśnictwa na podstawie rozprawy pt. Zmienność buka zwyczajnego (Fagus sylvatica L.) siedmiu polskich pochodzeń na pięciu powierzchniach porównawczych w 30-letnim doświadczeniu proweniencyjnym, której promotorem był Władysław Barzdajn. W 2014 roku ten sam wydział nadał mu stopień doktora habilitowanego nauk rolniczych w dyscyplinie leśnictwa na podstawie pracy pt. Zmienność buka zwyczajnego (Fagus sylvatica L.) w warunkach Niziny Południowowielkopolskiej.